# Margaret Garner
Pour les articles homonymes, voir Garner.
Margaret Garner, surnommée « Peggy », est une esclave afro-américaine dans les États-Unis d'avant la guerre de Sécession qui est connue pour avoir tué sa propre fille plutôt que de la laisser redevenir esclave.
Garner et sa famille s'étaient échappées en janvier 1856 à Cincinnati, en profitant de l'Ohio gelé, mais furent appréhendées par des Marshals agissant en vertu du Fugitive Slave Act de 1850. L'avocat de Margaret Garner demanda à ce qu'elle soit jugée pour meurtre en Ohio, afin de pouvoir avoir un procès dans un état libre et pour contester la loi sur les esclaves fugitifs.

## Biographie
Garner est mulâtresse dans la plantation de Maplewood, propriété de la famille Gaines située dans le comté de Boone, Kentucky. Il se peut qu'elle soit la fille du propriétaire de la plantation John Pollard Gaines (en).
Margaret se marie avec l'un de ses compagnons esclaves, Robert Garner, en 1849. En décembre, la plantation est vendue avec tous les esclaves au jeune frère de John P. Gaines, Archibald K. Gaines. Le premier enfant des Garners, Thomas, naît au début de 1850.
Trois des enfants plus tardifs de Margaret (Samuel, Mary et Priscilla) sont décrits comme mulâtres; chacun naît cinq à sept mois après la naissance d'un enfant d'Archibald K. Gaines et de sa femme. Ces enfants à la peau claire sont probablement les enfants de A.K. Gaines, le seul mâle blanc adulte à Maplewood. La chronologie de leurs naissances suggère qu'ils furent tous conçus après que la femme de Gaines soit tombée enceinte.

### Évasion
Le 28 janvier 1856, Robert et Margaret, alors enceinte, et leurs enfants s'échappent avec plusieurs autres familles elles aussi esclaves. Robert avait volé les chevaux et le traîneau de son maître ainsi que son pistolet. Dix-sept personnes auraient fait partie de ce groupe. Elles traversent, à l'aube, la rivière Ohio gelée à l'ouest de Covington, Kentucky en direction de Cincinnati. Ils se séparent ensuite pour éviter d'être détectées.
Robert, Margaret et leurs quatre enfants, avec le père de Robert Simon et sa femme Mary, se dirigent vers un ancien esclave et oncle de Margaret, Joe Kite à Mill Creek, au-dessous de Cincinnati. Les neuf autres esclaves de leur groupe s'échappent en chemin de fer clandestin vers le Canada. Kite se met en contact avec l'abolitionniste Levi Coffin pour protéger le groupe. Coffin les aide à s'échapper de la ville et a dit à Kite d'emmener le groupe Garner plus à l'ouest de la ville, où vivaient de nombreux Noirs libres, et d'attendre la nuit.
Des chasseurs d'esclaves et des US marshals retrouvent les Garners barricadés dans la maison de Kite avant son retour. Ils encerclent la propriété, puis la prennent d'assaut. Robert Garner tire plusieurs coups de feu et blesse au moins un sous-maréchal. Margaret tue sa fille de deux ans - Mary - avec un couteau de boucher plutôt que de la voir retourner en esclavage. Elle blesse ses autres enfants, se préparant à les tuer et elle-même, lorsqu'elle est maîtrisée par les assaillants.
L'ensemble du groupe est ensuite emprisonné. Le procès qui s'ensuit dure deux semaines, après quoi le juge délibéra encore deux semaines. C'était "le cas le plus long et le plus compliqué de son genre". Une audition pour un esclave évadé dure moins d'un jour à l'époque. La question juridique est de savoir si les Garners sont jugés en tant que personnes et alors accusés du meurtre de leur fille, ou jugés en tant que propriété en vertu de la loi sur les esclaves évadés. L'avocat de la défense, John Jolliffe, demanda à ce qu'ils furent jugés pour meurtre en Ohio qui est un état libre. Les chasseurs d'esclaves et le propriétaire ont plaidé en faveur de la primauté de la loi fédérale sur l'État.
La défense tente de prouver que Margaret avait été libérée en vertu d'une ancienne loi couvrant les esclaves emmenés dans des États libres pour d'autres travaux. Son avocat propose qu'elle soit inculpée de meurtre afin que l'affaire soit jugée dans un état libre (étant entendu que le gouverneur lui pardonnerait plus tard). Le procureur fait valoir que la loi fédérale sur les esclaves évadés avait préséance sur les accusations de meurtre d'État. Plus d'un millier de personnes se rendaient chaque jour pour assister aux débats, bordant les rues devant le palais de justice. Cinq cents hommes sont détachés pour maintenir l'ordre dans la ville.
Le juge, Pendery, statua que les mandats d'arrêt fédéraux pour fugitifs faisaient autorité. L'avocat de la défense tente ensuite de faire valoir que la loi sur les esclaves évadés viole la liberté religieuse car elle oblige les citoyens à commettre le mal en rendant les esclaves. Pendery rejette cet argument.
Le jour de la clôture du procès, la militante anti-esclavagiste Lucy Stone prend la barre pour défendre ses conversations précédentes avec Margaret (l'accusation s'en étant plainte). Elle évoque la relation sexuelle interraciale qui sous-tend une partie de l'affaire :
Rappelant à la mémoire de l'assemblée les visages des enfants de Margaret et de AK Gaines, Stone déclare à la salle d'audience bondée : « les visages fanés des enfants noirs indiquent trop clairement la dégradation que les femmes esclaves subissent. Plutôt que de donner cette vie à sa fille, elle la tua. Si dans son profond amour maternel elle sentit l'impulsion de renvoyer son enfant à Dieu, pour le sauver de son malheur, qui dira qu'elle n'avait pas le droit de ne pas le faire ? ».
Les actions de Margaret Garner furent motivées par les abus de son maître, en particulier, et les abus dont souffrent les esclaves de façon générale aux États-Unis à l’époque. Il arrivait que les femmes tuent leurs enfants pour leur éviter le fardeau de l'esclavage ; cependant, dans le cas de Garner, ses enfants sont confrontés à un traitement plus sévère car ils sont mulâtres. Les mulâtres étaient considérés comme une menace et une honte parmi les plantations et les familles blanches car l'existence de ces enfants mettait en évidence l'infidélité au sein des familles propriétaires d'esclaves. Ils rappelaient à la famille un péché perçu et étaient souvent battus ou vendus. Garner a recouru à des mesures drastiques pour protéger son enfant non seulement de la cruauté de l'institution de l'esclavage mais aussi de la menace liée au statut de mulâtre de l'enfant.
Margaret Garner ne fut pas immédiatement jugée pour meurtre et fut forcée de retourner au Kentucky, état esclavagiste, avec Robert et leur plus jeune enfant, une fille d'environ neuf mois. Lorsque les autorités de l'Ohio obtiennent un mandat d'extradition contre Garner pour la juger pour meurtre, elles ne peuvent pas la retrouver. Archibald K. Gaines, son propriétaire, continue de la déplacer parmi les villes du Kentucky. Les autorités de l'Ohio ratent Garner de quelques heures à Covington puis de nouveau à Frankfort. Elles rattrapent finalement son maître à Louisville et découvrent qu'il avait mis les esclaves sur un bateau à destination de la plantation de son frère dans l'Arkansas.

### Envoyée vers le sud
Le 6 mars 1856, The Liberator, hebdomadaire abolitionniste, rapporte que le bateau à vapeur Henry Lewis, sur lequel les Garners étaient transportés, coula après être entré en collision avec un autre bateau. Margaret Garner et sa petite fille Priscilla furent jetées par-dessus bord lors de la collision au cours de laquelle le bébé se noya. Il est rapporté que Margaret fut heureuse que son bébé meure et qu'elle avait elle-même tenté de se noyer. Son mari et Garner ne furent gardés en Arkansas que peu de temps avant d'être envoyés chez les amis de la famille de Gaines à la Nouvelle-Orléans en tant que domestique.

En 1870, un journaliste du The Cincinnati Chronicle retrouva la trace de Robert Garner. Robert et Margaret Garner travaillèrent à la Nouvelle-Orléans et, en 1857, ils furent vendus au juge Dewitt Clinton Bonham pour travailler dans une plantation à Tennessee Landing dans le Mississippi. Robert déclara que Margaret mourut en 1858 de la fièvre typhoïde, lors d'une épidémie dans la vallée. Il dit qu'avant sa mort, Margaret l'exhorta à « ne plus jamais se marier en esclavage, mais à vivre dans l'espoir de la liberté ».

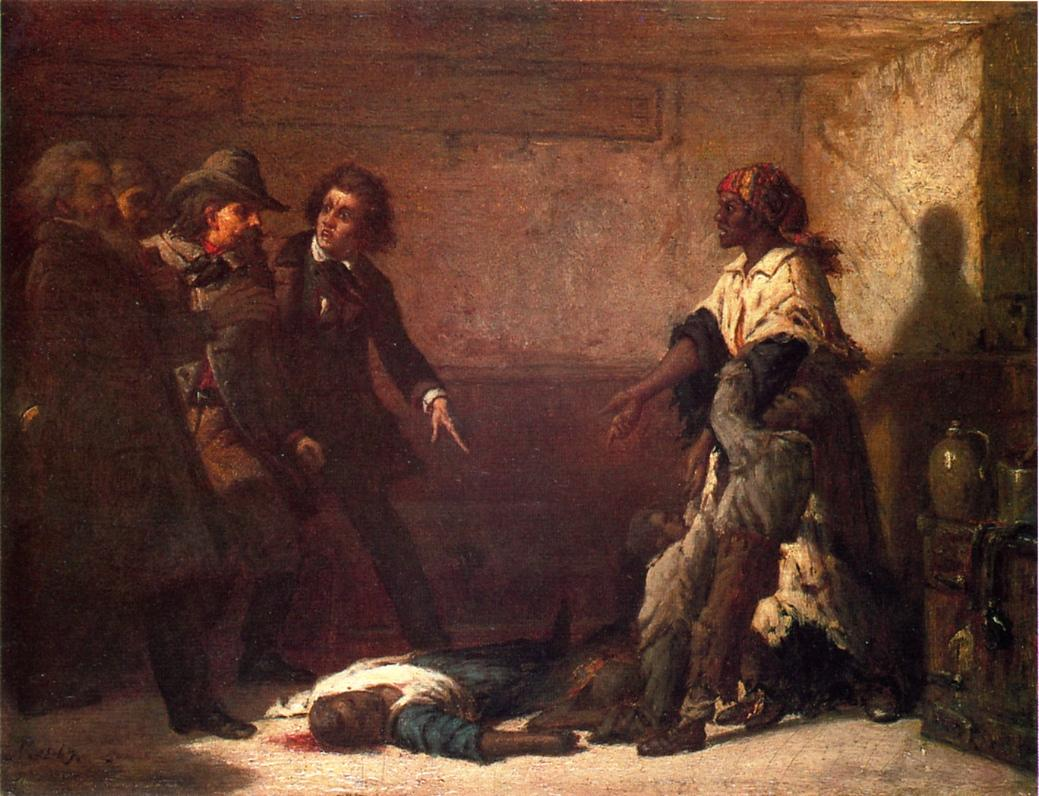
The Modern Medea de Thomas Satterwhite Noble (1867), National Underground Railroad Freedom Center

## Œuvres inspirées par Margaret Garner
La vie de Garner a inspiré le roman Beloved (1987) de Toni Morrison pour lequel elle reçut le prix Pulitzer. Le roman fut adapté en un film du même nom avec Oprah Winfrey en 1998.
D'autres oeuvres sont également inspirées par son histoire personnelle: Belle Scott (1856) de John Jolliffe, La cinquième saison de N.K. Jemisin (2015) et A Coven's Lament de K.A. Simpson (2017).
Thomas Satterwhite Noble, peintre du Kentucky, a peint The Modern Medea (Médée moderne) en 1867. Médée est une femme de la mythologie grecque qui tua ses propres enfants. La peinture, propriété du fabricant Procter and Gamble, est exposée au National Underground Railroad Freedom Center.
Le poème de Frances Harper de 1859 "Slave Mother: A Tale of Ohio" repose sur l'histoire de la vie de Garner.
En 2005, le Michigan Opera Theatre, l'Opéra de Cincinnati et la Compagnie d'opéra de Philadelphie commandent l'opéra Margaret Garner (en). Morrison a écrit le livret et la musique a été composée par Richard Danielpour. L'opéra fut joué dans ces trois villes en 2005 créant des records de fréquentation à l'opéra de Cincinnati. À Detroit, il est joué devant un public exceptionnellement important avec un grand nombre d'Afro-Américains. Il a été joué à guichet fermé à Philadelphie.
En 2008, Joanne Caputo a auto-publié Margaret Garner: Diversity and Depth of Love (Margaret Garner : diversité et profondeur de l'amour). Le manuscrit de ces deux livres non-fiction comprend un mémoire, dans lequel Caputo décrit ses expériences paranormales avec Margaret Garner et une affirmation d'être la réincarnation de la fille assassinée de Garner.